# Chlumec, Ústí nad Labem
Chlumec là một làng thuộc huyện Ústí nad Labem, vùng Ústecký, Cộng hòa Séc.